# Chrysolina deubeli
Chrysolina deubeli là một loài bọ cánh cứng trong họ Chrysomelidae. Loài này được Ganglbauer miêu tả khoa học năm 1897.